# Hidden Col
Hidden Col är ett bergspass i Antarktis. Det ligger i Västantarktis. Nya Zeeland gör anspråk på området. Hidden Col ligger 555 meter över havet.
Terrängen runt Hidden Col är kuperad.  Trakten är obefolkad. Det finns inga samhällen i närheten. 